# Ригель, Иден
И́ден Со́ня Джейн Ри́гель (англ. Eden Sonja Jane Riegel; род. 1 января 1981, Вашингтон) — американская актриса и певица. Ригель дебютировала в кино в 11-летнем возрасте в 1992 году, сыграв участницу хора в фильме «Один дома 2: Потерявшийся в Нью-Йорке». Прославилась с ролью Бианки Монтгомери из телесериала «Все мои дети» (2000—2010), за которую она получила премии «Дайджест мыльных опер» (2001, 2005), «GLAAD Media Awards» (2004) и «Эмми» (2005).
Ригель также является актрисой озвучивания. Она озвучивает диснеевские мультсериалы «Амфибия» , «Дом совы».

## Личная жизнь
С 30 сентября 2007 года Иден замужем за актёром, режиссёром и сценаристом Эндрю Миллером. У супругов есть два сына — Джек Оскар Миллер (род.21.05.2011) и Генри Айзек Миллер (род.20.12.2013).
Старший брат Иден, Сэм Ригел, так же является актёром озвучивания и режиссёром.

## Избранная фильмография
| Год       |   | Русское название                      | Оригинальное название          | Роль              |
| --------- | - | ------------------------------------- | ------------------------------ | ----------------- |
| 1992      | ф | Один дома 2: Потерявшийся в Нью-Йорке | Home Alone 2: Lost in New York | участница хора    |
| 2000—2010 | с | Все мои дети                          | All My Children                | Бианка Монтгомери |